# Adhemarius
Adhemarius är ett släkte av fjärilar. Adhemarius ingår i familjen svärmare.

## Dottertaxa tillAdhemarius, i alfabetisk ordning[1]

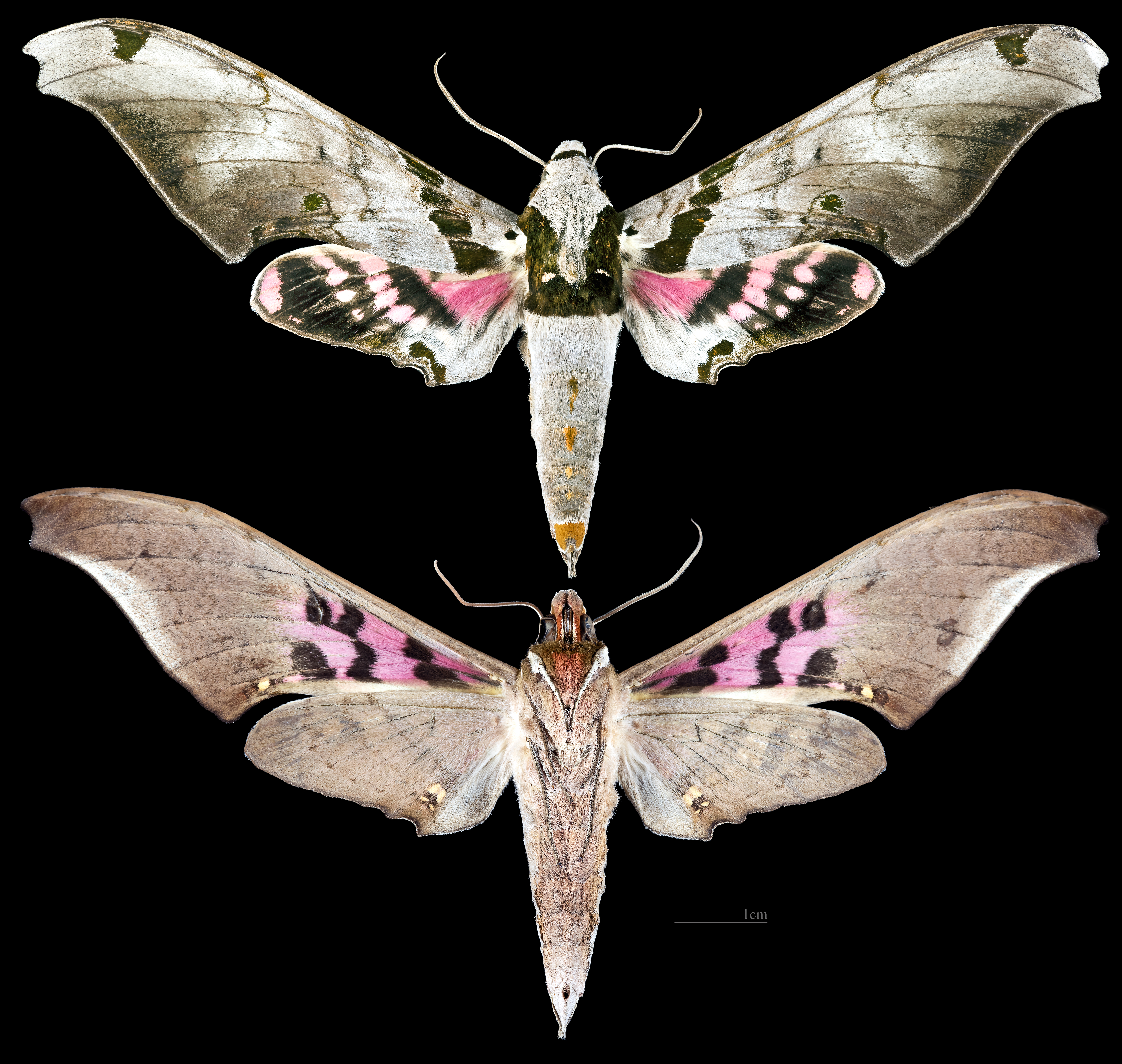
Adhemarius acostalis
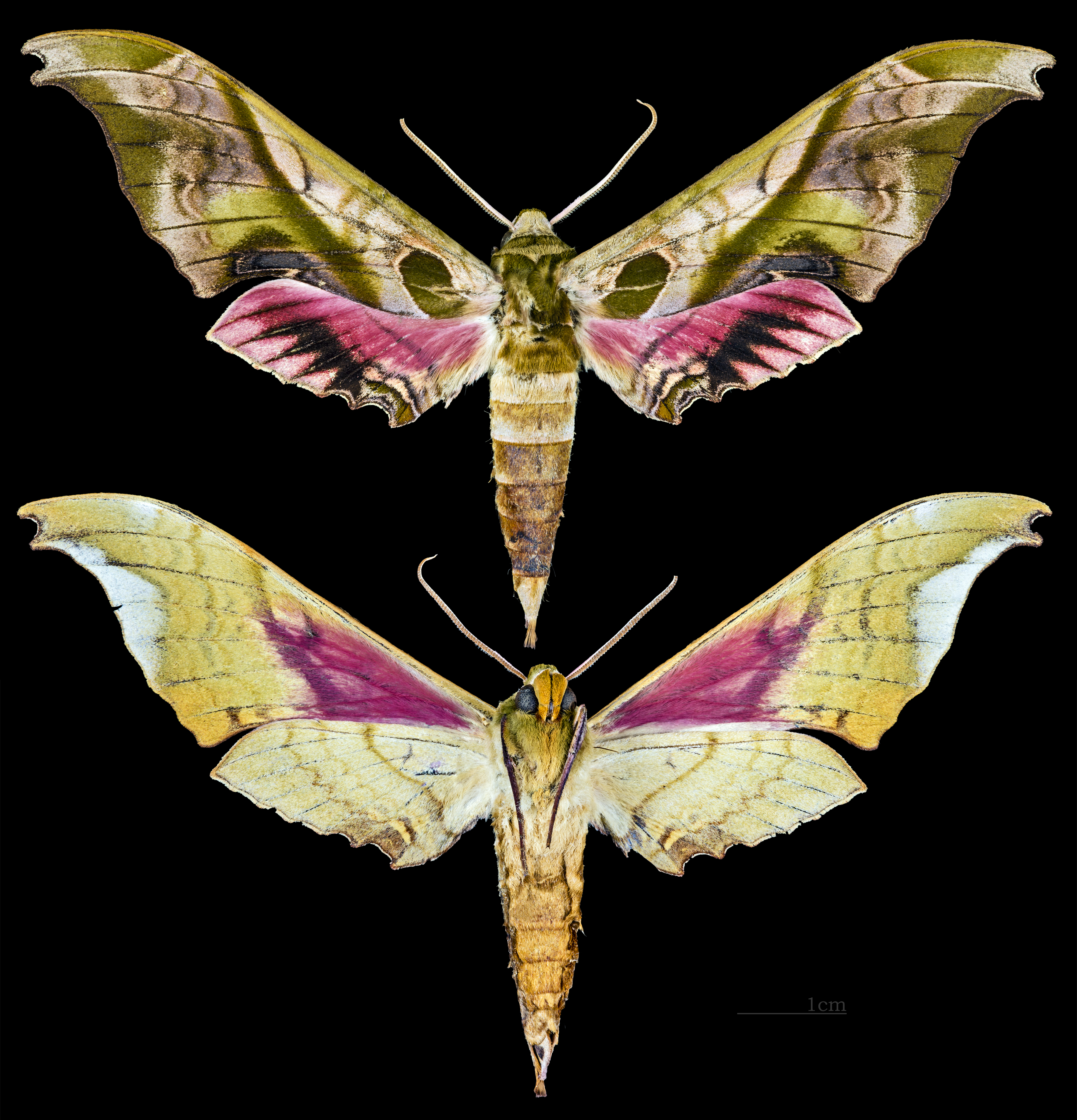
Adhemarius blanchardiorum
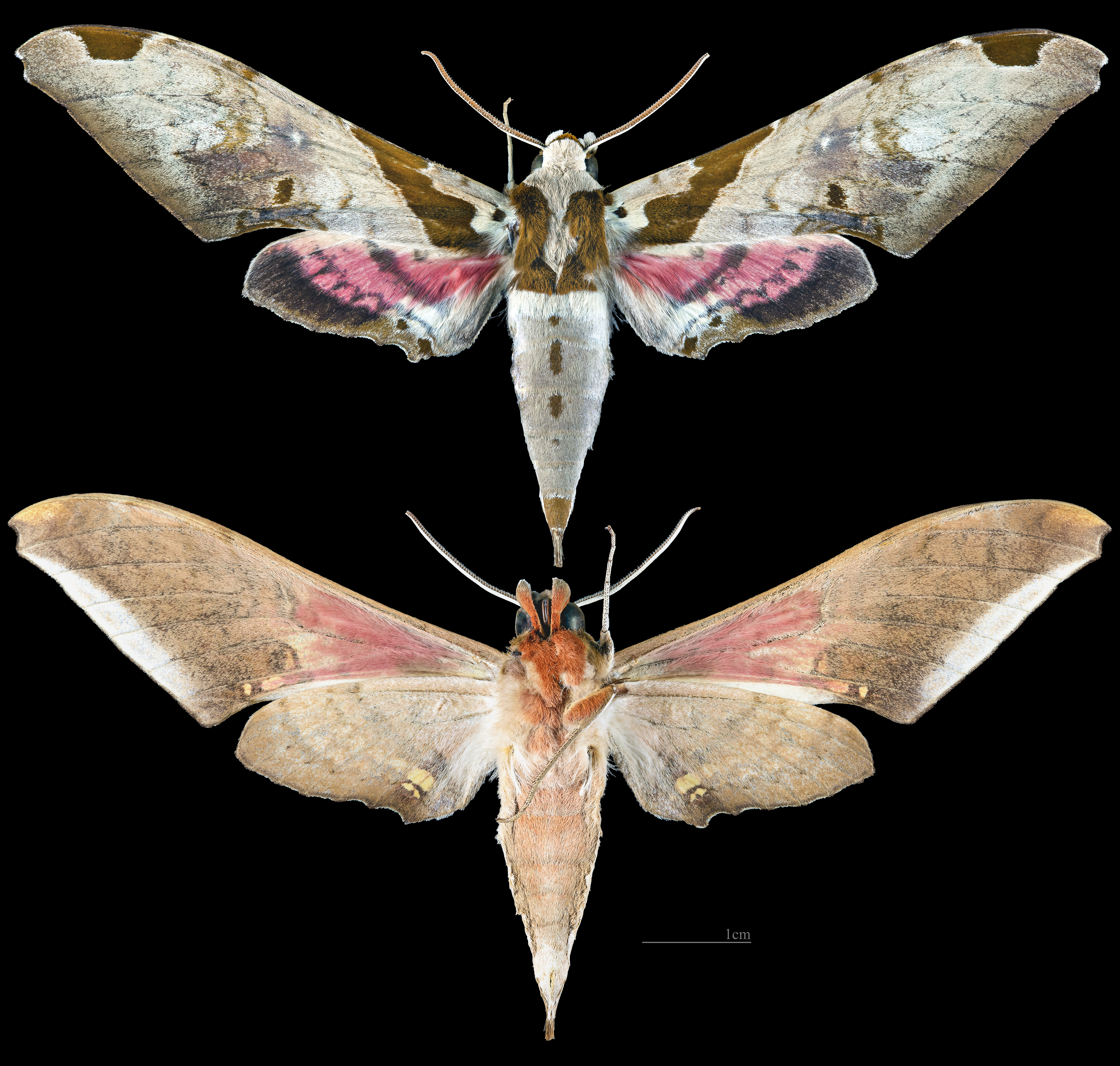
Adhemarius brasiliensis
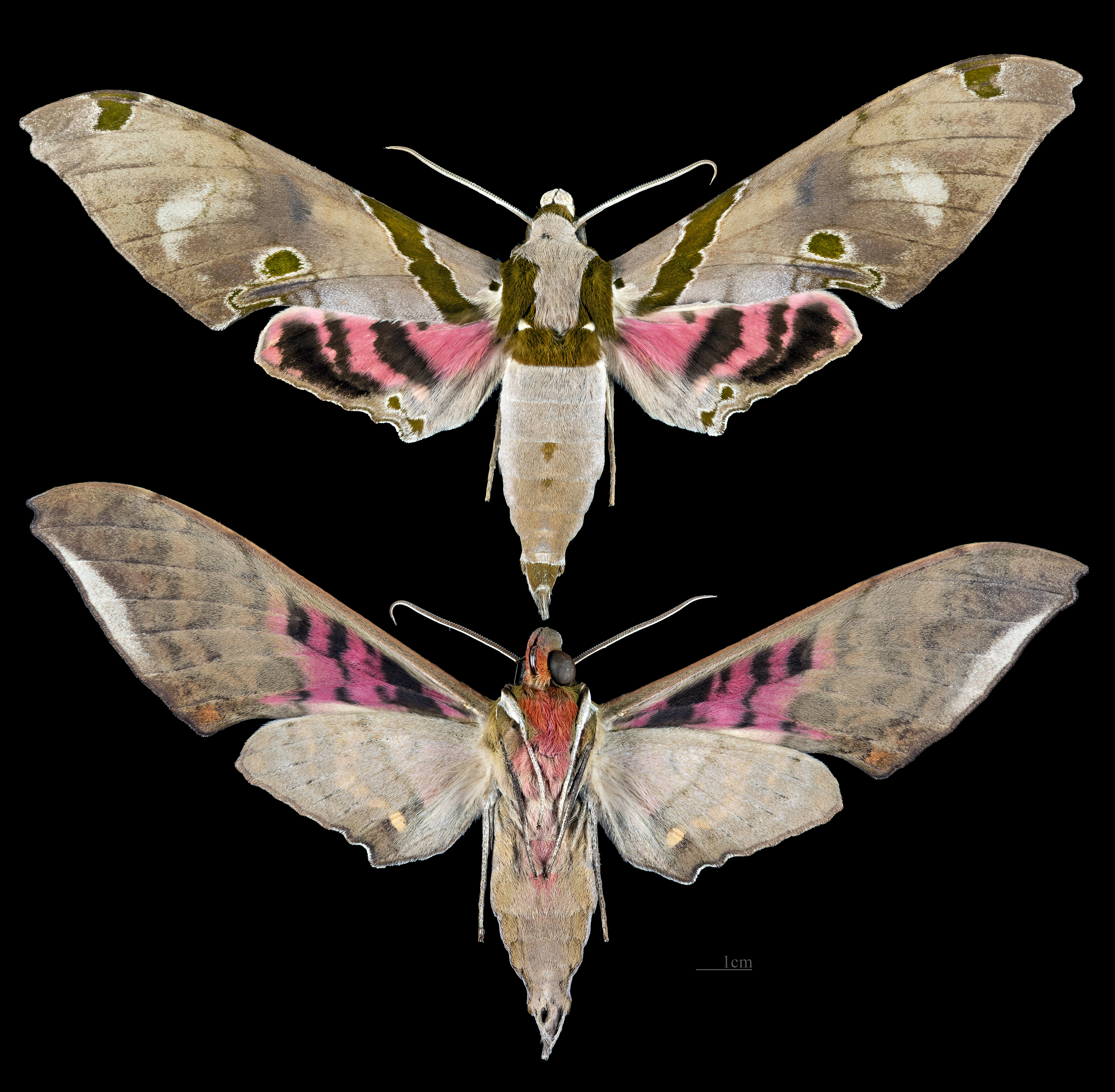
Adhemarius connexa
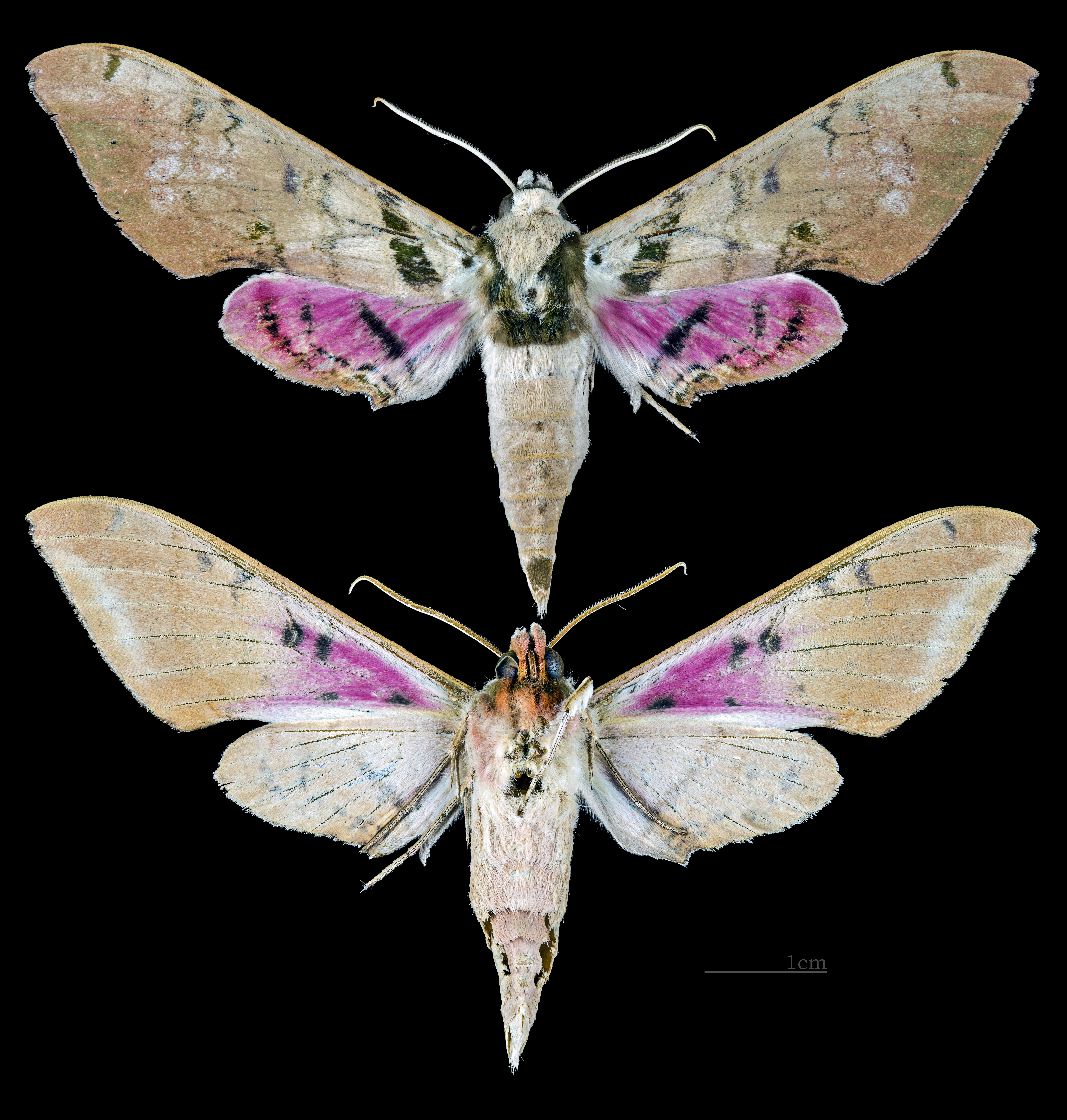
Adhemarius coronata
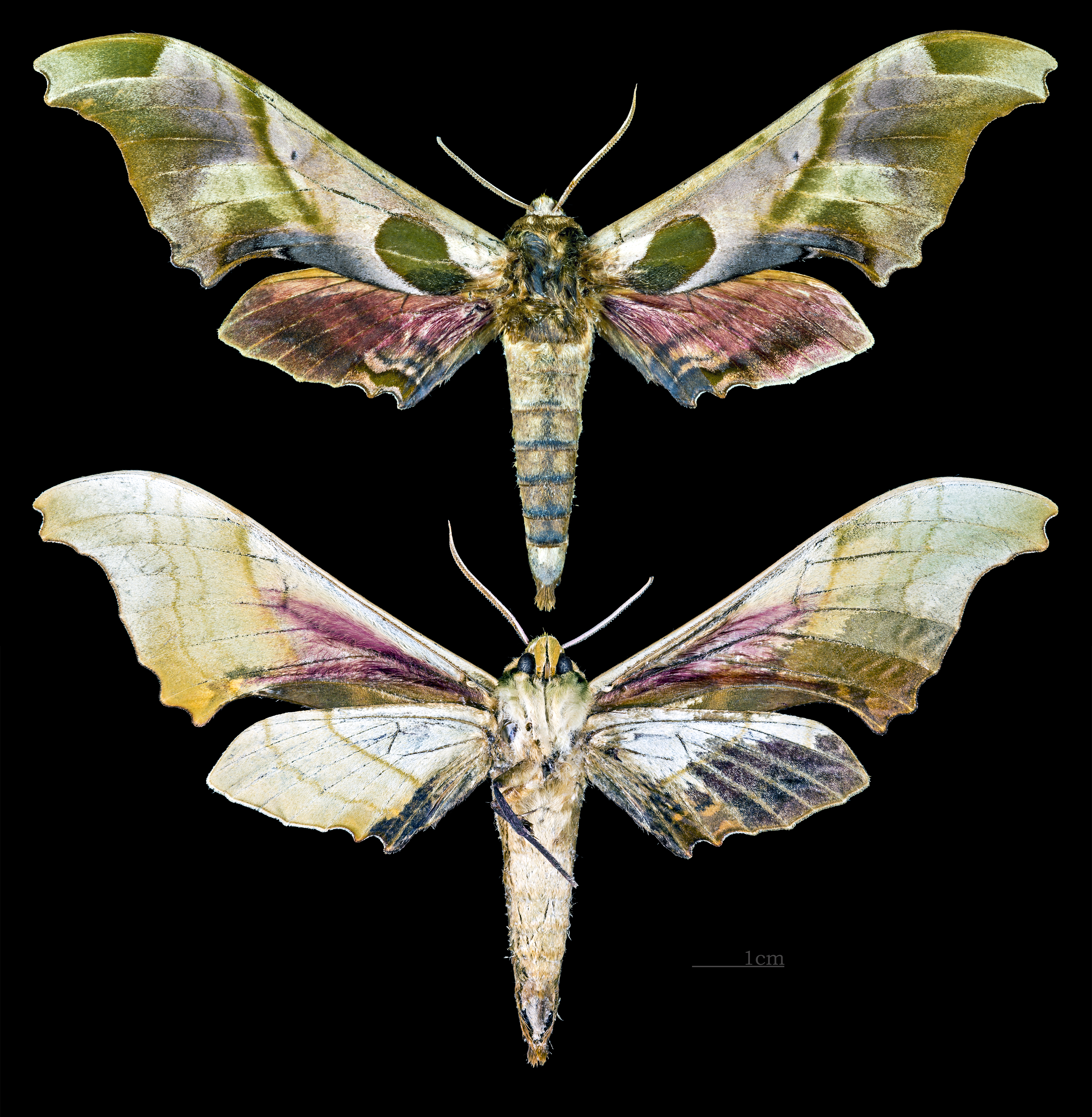
Adhemarius crethon
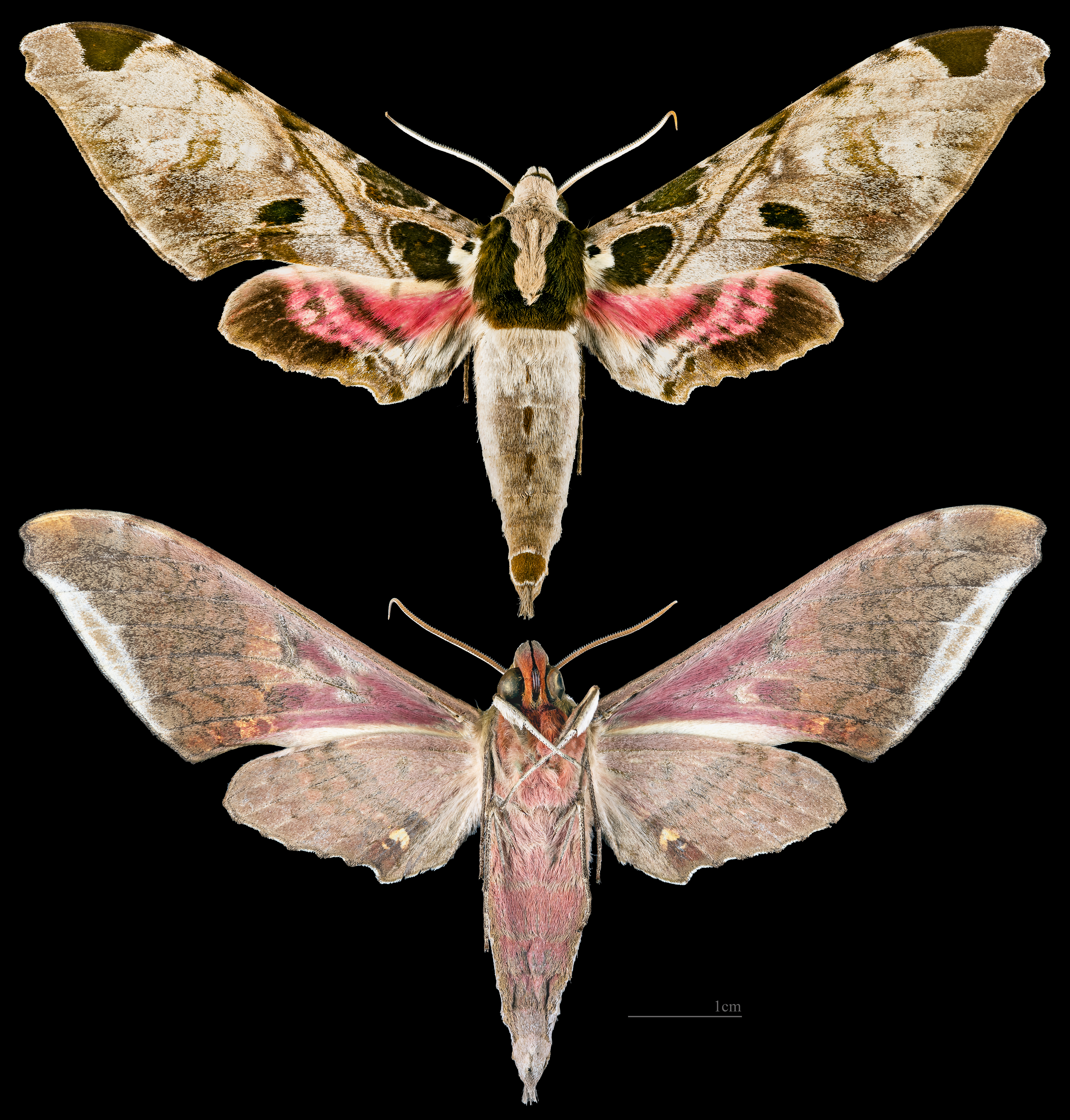
Adhemarius cubanus
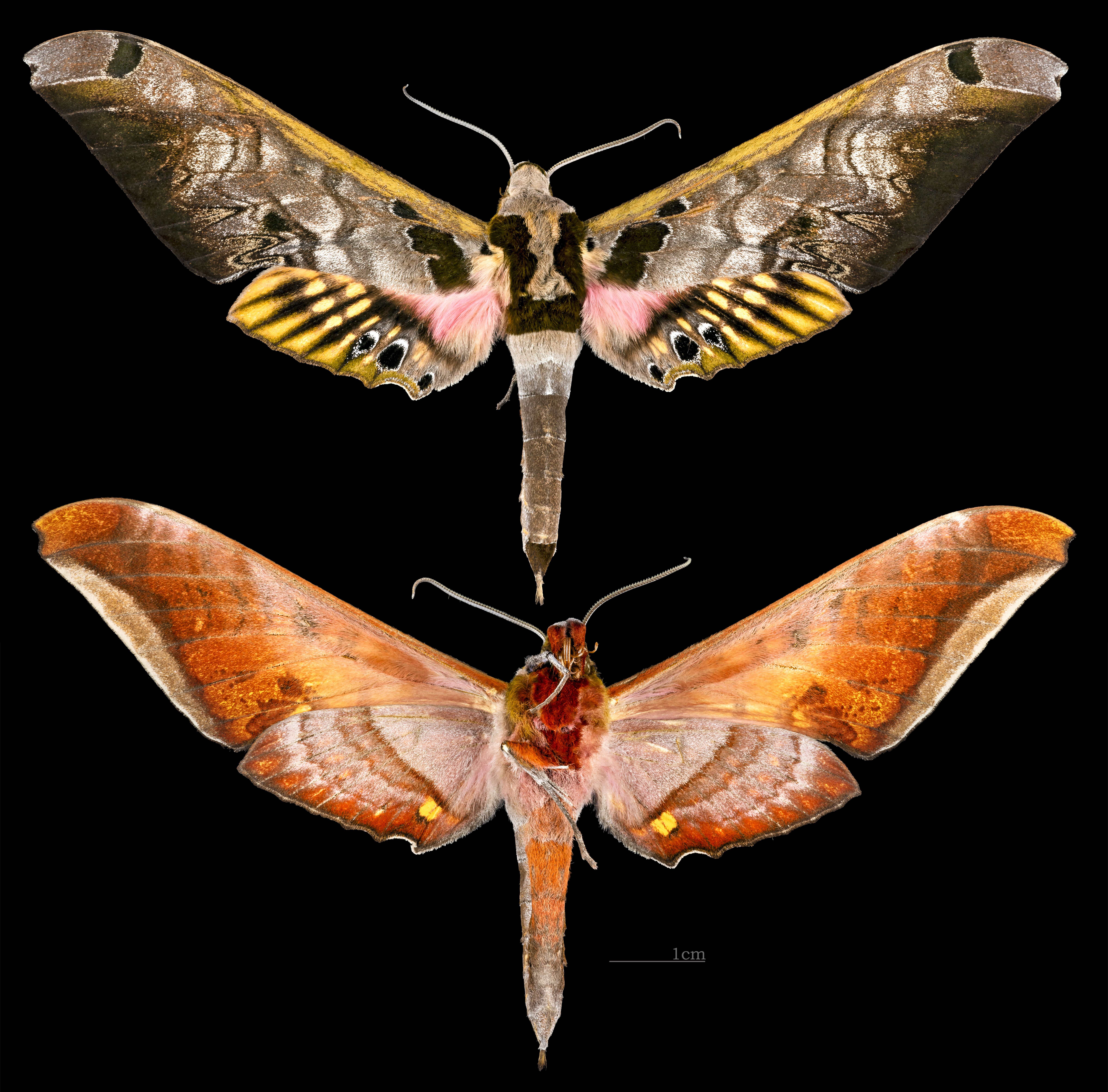
Adhemarius daphne
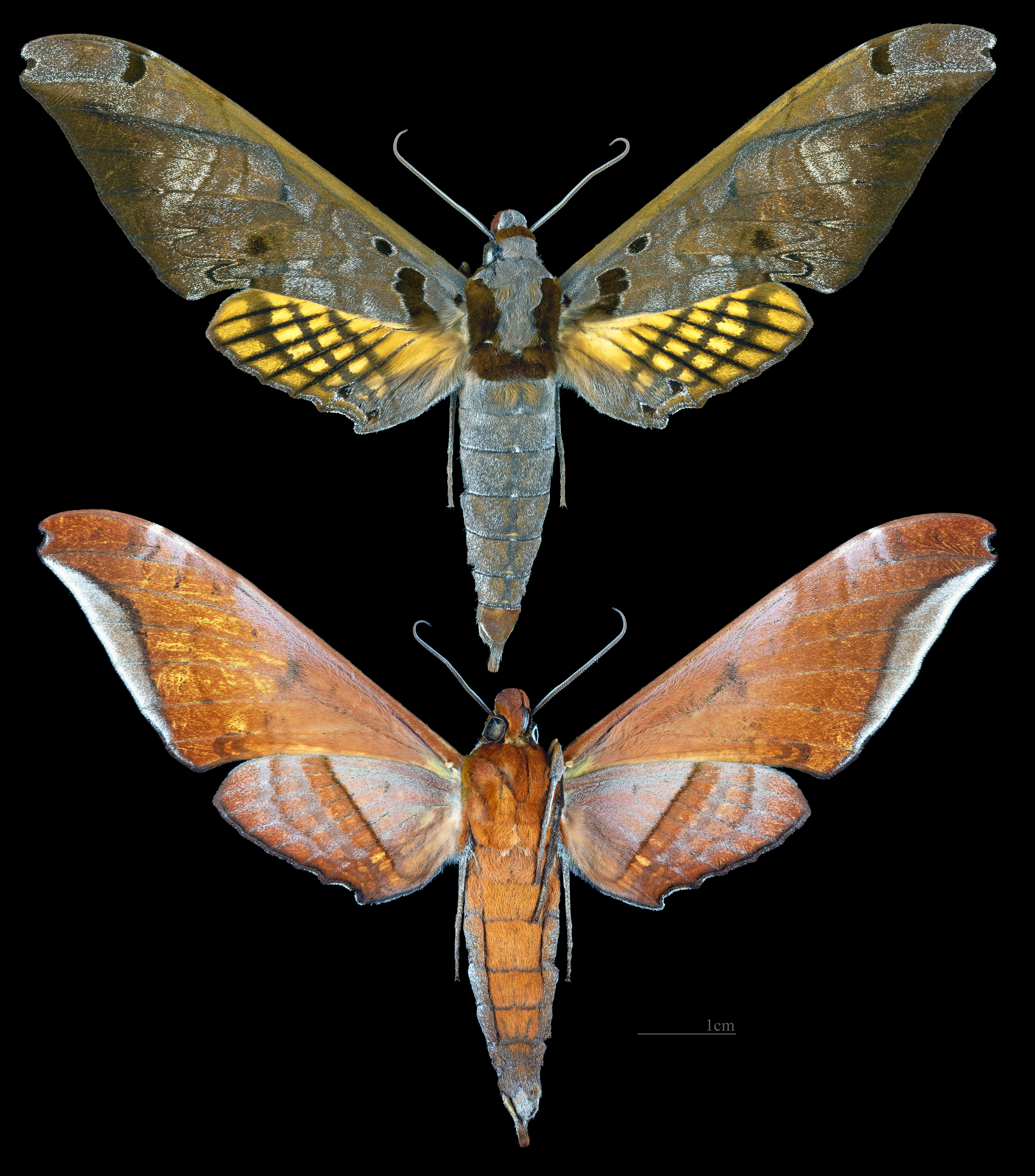
Adhemarius dariensis
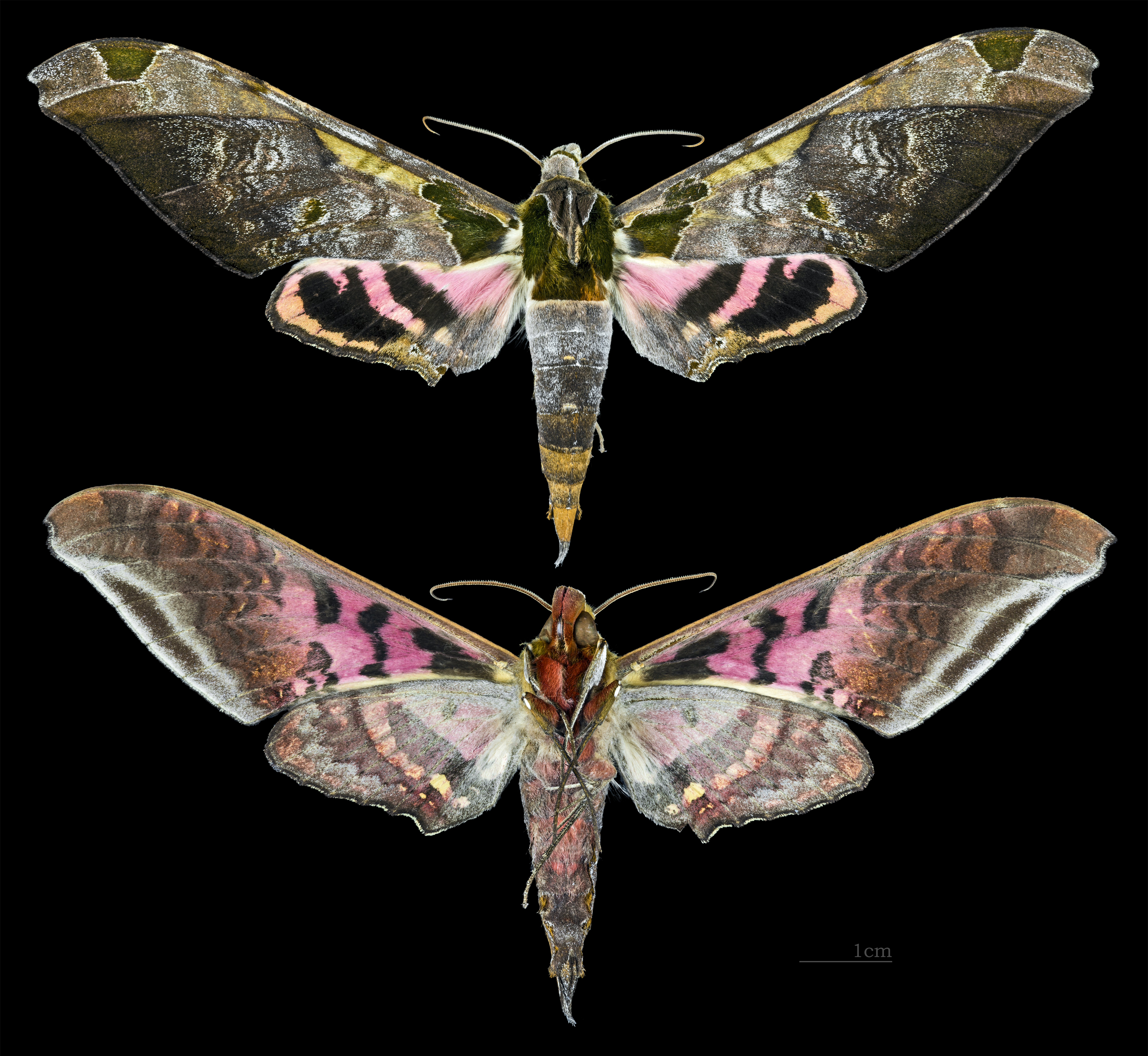
Adhemarius dentoni
- Adhemarius depuiseti
- Adhemarius donysa
- Adhemarius eurysthenes
- Adhemarius flavellus
- Adhemarius flavus
- Adhemarius fulvescens
- Adhemarius gagarini
- Adhemarius ganascus
- Adhemarius gannascus
- Adhemarius germanus
- Adhemarius globifer
- Adhemarius grisescens
- Adhemarius interrupta
- Adhemarius jamaicensis
- Adhemarius janus
- Adhemarius magicus
- Adhemarius marginata
- Adhemarius mollis
- Adhemarius palmeri
- Adhemarius rostralis
- Adhemarius rubra
- Adhemarius rubricunda
- Adhemarius rubrimargo
- Adhemarius schausi
- Adhemarius sexoculata
- Adhemarius simera
- Adhemarius tigrina
- Adhemarius ypsilon

- Adhemarius dentoni
- Adhemarius donysa
- Adhemarius eurysthenes
- Adhemarius gagarini
- Adhemarius gannascus
- Adhemarius globifer
- Adhemarius palmeri
- Adhemarius sexoculata
- Adhemarius tigrina
- Adhemarius ypsilon